# أليكو اسكندريان
أليكو اسكندريان (بالإنجليزية: Alecko Eskandarian) هو لاعب كرة قدم أمريكي في مركز الهجوم، ولد في 9 يوليو 1982 في نيوجيرسي في الولايات المتحدة.

## وصلات خارجية
- أليكو اسكندريان على موقع الدوري الأمريكي (الإنجليزية)
- أليكو اسكندريان على موقع قاعدة بيانات كرة القدم.إي يو (الإنجليزية)
- أليكو اسكندريان على موقع ناشيونال فوتبول تيمز (الإنجليزية)